# 歌棄郡
- 令制国一覧 > 北海道 (令制) > 後志国 > 歌棄郡
- 日本 > 北海道 > 後志支庁 > 歌棄郡

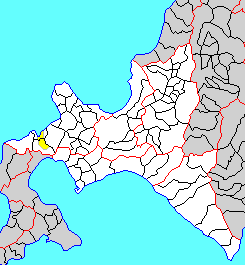
北海道歌棄郡の位置（黄：明治期）

歌棄郡（うたすつぐん）は、北海道（後志国）後志支庁にあった郡。

## 郡域
1879年（明治12年）に行政区画として発足した当時の郡域は、下記の区域にあたる。
- 寿都郡寿都町の一部（歌棄町）
- 寿都郡黒松内町の一部（添別、目名、熱郛、婆沢、熱郛原野、赤井川以北）

## 歴史

### 郡発足までの沿革
郡名の由来は、アイヌ語の「オタ・シュツ（砂浜の端）」から。
江戸時代、歌棄郡域は和人地となる。松前藩によってヲタスツ場所が開かれ、陸上交通は渡島国から天塩国増毛郡へ至る道（国道229号の前身）が通じ、また安政年間（1854年 - 1860年）になると歌棄場所請負人桝屋栄五郎の父・定右衛門によって黒松内以北が開削され、寿都郡追分から分岐していた黒松内越（道道寿都黒松内線の前身）が通じていた。
江戸時代後期の文化4年（1807年）には、歌棄郡域は幕府領とされたが、文政4年（1821年）に一旦松前藩の元に戻された。文政6年（1823年）5月、美谷（寿都町字歌棄町美谷）の稲荷神社が、ヲタスツ場所請負人の柳谷庄兵衛によって創建されている。また郡域内の厳島神社は天保3年（1832年）5月よりも前の創建。安政2年（1855年）、歌棄郡域は再び幕府領となり、庄内藩が警固にあたった。安政6年（1859年）には歌棄竜昌寺と、後に榎本武揚も訪れた観音寺（後の黒松内町南作開地区）が開山している。戊辰戦争（箱館戦争）終結直後の1869年（明治2年）、大宝律令の国郡里制を踏襲して歌棄郡が置かれた。

### 郡発足以降の沿革

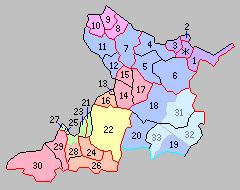
北海道一・二級町村制施行時の歌棄郡の町村（23.歌棄村 24.熱郛村 緑：寿都町 下橙：黒松内町）

- 明治2年8月15日（1869年9月20日） - 北海道で国郡里制が施行され、後志国および歌棄郡が設置される。開拓使が管轄。
- 明治3年1月5日（1870年2月5日） - 斗南藩の領地となる（北海道の分領支配）。
- 明治4年8月20日（1871年10月4日） - 廃藩置県により再び全域が開拓使の管轄となる。
- 明治5年
  - 4月9日（1872年5月15日） - 全国一律に戸長・副戸長を設置（大区小区制）。
  - 10月10日（1872年11月10日） - 4月に設置された区を大区と改称し、その下に旧来の町村をいくつかまとめて小区を設置（大区小区制）。
- 明治9年（1876年）9月 - 従来開拓使において随意定めた大小区画を廃し、新たに全道を30の大区に分ち、大区の下に166の小区を設けた。

- 第7大区
  - 2小区 ： 美谷村、種前村、有戸村、潮路村
  - 3小区 ： 作開村、熱郛村

- 明治12年（1879年）7月23日 - 郡区町村編制法の北海道での施行により、行政区画としての歌棄郡が発足。
- 明治13年（1880年）1月 - 寿都郡外三郡役所（寿都磯谷歌棄島牧郡役所）の管轄となる。
- 明治15年（1882年）2月8日 - 廃使置県により函館県の管轄となる。
- 明治19年（1886年）
  - 1月26日 - 廃県置庁により北海道庁函館支庁の管轄となる。
  - 12月 - 函館支庁が廃止。
- 明治30年（1897年）11月5日 - 郡役所が廃止され、寿都支庁の管轄となる。
- 明治39年（1906年）4月1日 - 北海道二級町村制の施行により、潮路村、有戸村、種前村、美谷村の区域をもって歌棄村（二級村）が発足。
- 明治43年（1910年）3月1日 - 寿都支庁が廃止され、後志支庁の管轄となる。
- 大正4年（1915年）4月1日 - 北海道二級町村制の施行により、熱郛村、作開村の区域をもって熱郛村（二級村）が発足。
- 昭和18年（1943年）6月1日 - 北海道一・二級町村制が廃止され、北海道で町村制を施行。二級町村は指定町村となる。
- 昭和21年（1946年）10月5日 - 指定町村を廃止。
- 昭和22年（1947年）5月3日 - 地方自治法の施行により北海道後志支庁の管轄となる。
- 昭和30年（1955年）1月15日 - 下記の変更により歌棄郡消滅。1947年の北海道の発足以来、初の郡消滅となった。
  - 歌棄村が寿都郡寿都町および樽岸村の一部（字建岩・樽岸・小川・浜中・上湯別・下湯別および五十嵐・丸山の一部）、磯谷郡磯谷村と合併し、改めて寿都郡寿都町が発足。
  - 熱郛村が寿都郡黒松内村および樽岸村の残部（字中ノ川・添別・目名・月越および五十嵐・丸山の一部）と合併して寿都郡三和村（現・黒松内町）が発足。